# Kościół Trójcy Świętej w Kieżmarku
Kościół Trójcy Świętej (także: kościół artykularny w Kieżmarku; słow. Kostol Najsvätejšej Trojice) – drewniana świątynia ewangelicka w mieście Kieżmark na Spiszu, w północnej Słowacji. Jeden z 38 kościołów artykularnych wzniesionych na terenie dawnych Węgier przez protestantów na mocy 26 artykułu sejmu w Sopronie w 1681 r. i jeden z 5 tego rodzaju kościołów zachowanych na terenie dzisiejszej Słowacji.
Wraz z innymi drewnianymi świątyniami słowackich Karpat zapisany został w 2008 r. na liście światowego dziedzictwa UNESCO.

## Historia
Pierwszy, prowizoryczny kościół stanął w tym miejscu już w 1687 r. Środki na docelową świątynię zbierano przez szereg lat w czasie publicznej zbiórki. Kwestowano nawet w wśród protestantów z północnej Europy, ponieważ królowie duński i szwedzki zezwolili na prowadzenie zbiórek w ich krajach, ale główna część składek pochodziła od bogatych rodzin całego Spisza. Obecną świątynię wzniesiono w 1717 r. w wyjątkowo krótkim czasie 3 miesięcy. Wzorem dla budowniczych był tzw. Kościół Północny (hol. Noorderkerk), wybudowany na planie równoramiennego krzyża greckiego w latach 1620–1623 w Amsterdamie. Ten kształt kościoła rozpowszechnił się pierwotnie w krajach niemieckich i w Skandynawii, po czym z Niemiec przez Śląsk dotarł na Węgry.
Według tradycji w budowie kościoła pomagali szwedzcy marynarze (lub raczej cieśle ze szwedzkich stoczni): sklepienie kościoła ma przypominać wnętrze kadłuba łodzi, a okrągłe okna – okrętowe bulaje. W rzeczywistości w budowie i wyposażaniu świątyni mieli udział rzemieślnicy z całego Spisza. Głównym budowniczym był Juraj Müttermann z Popradu. Dekorację malarską wnętrz wykonał Gottlieb Kramer z Lewoczy. Organy zbudował Vavrinec Čajkovský również z Lewoczy, a jego dzieło ukończył Martin Korabinský ze Spiskiej Nowej Wsi. Całość prac snycerskich była dziełem kieżmarskiego mistrza, Jána Lercha.
W czasie II wojny światowej kościół został uszkodzony wybuchem, spowodowanym wysadzeniem niedalekiego mostu na potoku Ľubica. Naprawiono go dopiero w 1950 r. W latach 1953–1958 nastąpiły rozleglejsze prace konserwacyjne, zwłaszcza we wnętrzach. 12 czerwca 1991 r. kościół powrócił do funkcji świątyni miejscowego kościoła ewangelicko-augsburskiego. W latach 1991–1996 przeprowadzono generalną konserwację kościoła.

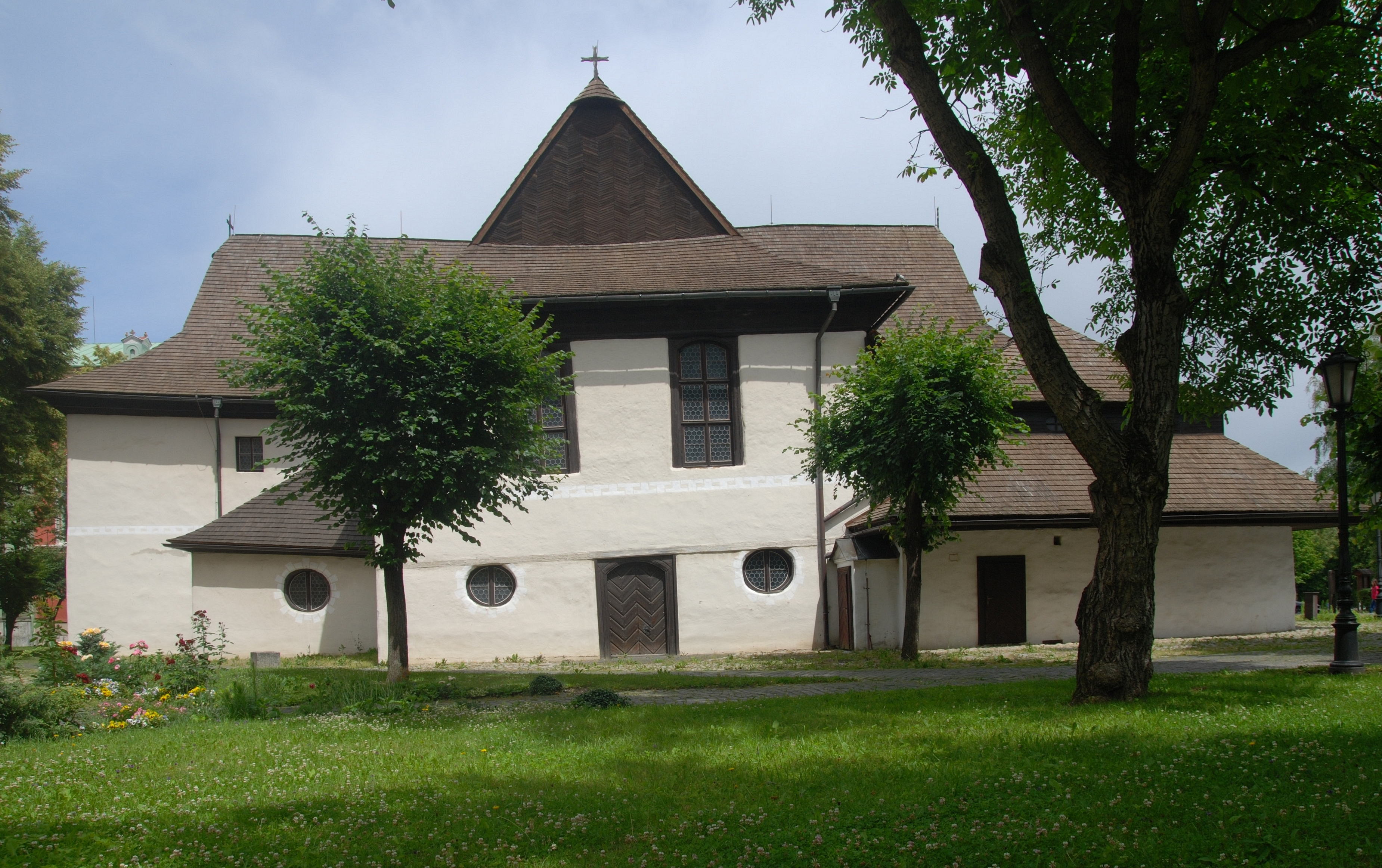
Elewacja boczna
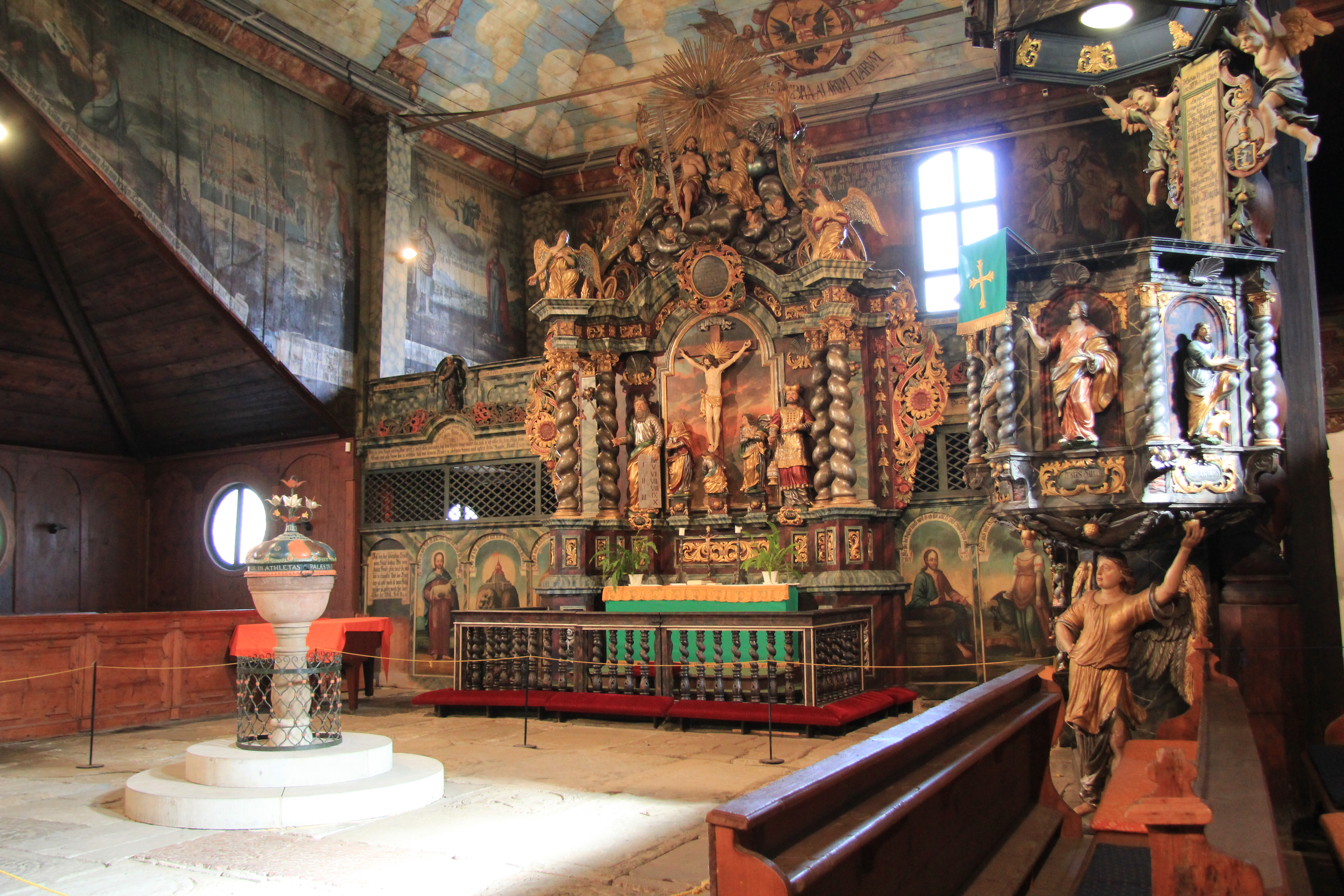
Wnętrze
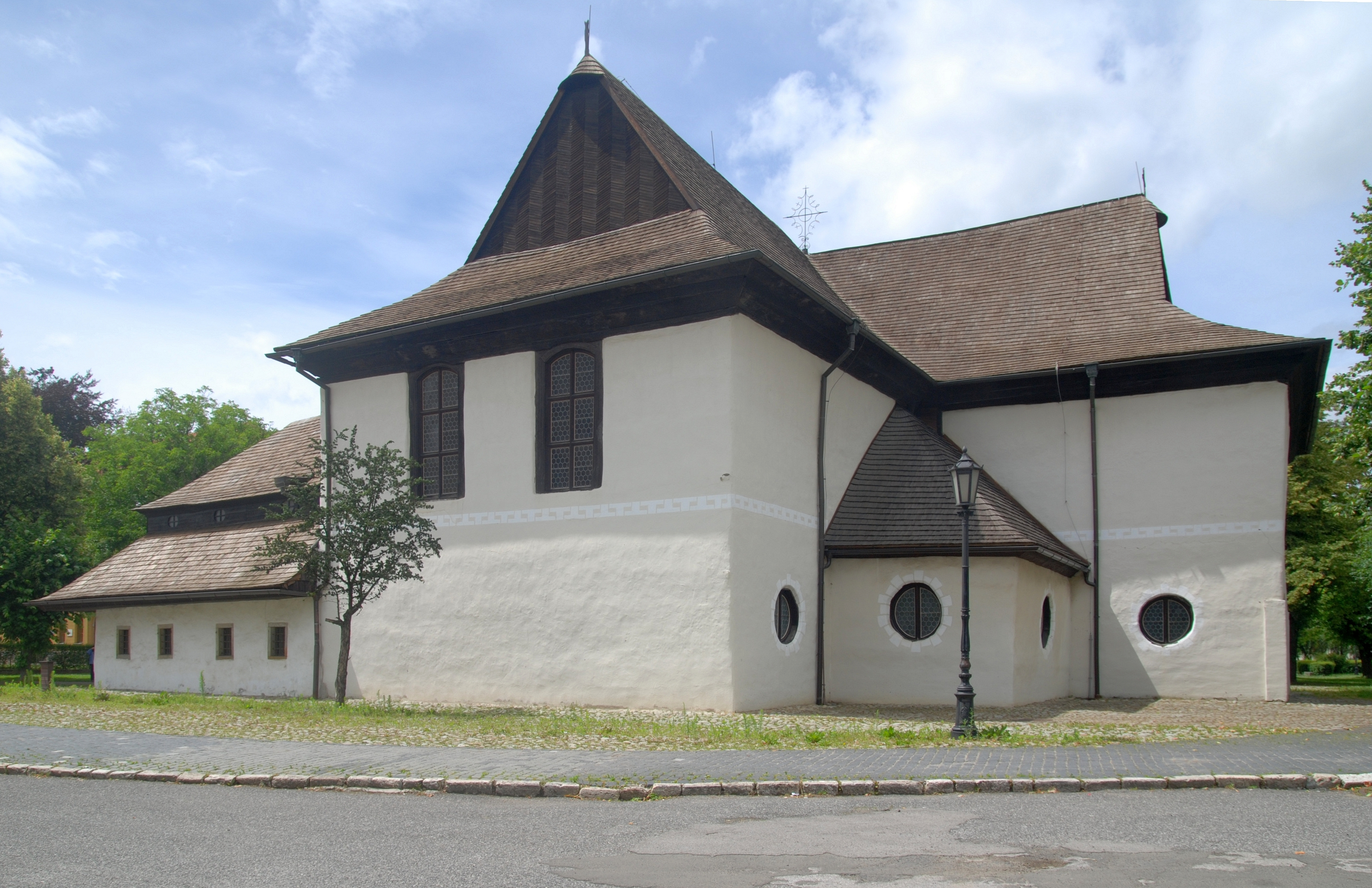
Elewacja boczna

## Architektura i wyposażenie
Kościół wzniesiony jest w stylu ludowego baroku. Na fundamentach z cisowych belek wznoszą się drewniane ściany konstrukcji zrębowej, z zewnątrz omiecione gliną i bielone. Jedyną murowaną częścią jest zakrystia, przerobiona z dawnych pomieszczeń szkolnych. Kościół posiadał małą wieżyczkę, którą zburzono w 1893.
Wewnątrz rozległe i wysokie sklepienie opiera się na 4 okrągłych, drewnianych słupach i na obwodowych ścianach oszalowanych deskami. Na parterze i na sześciu dużych emporach są miejsca dla ponad 1500 wiernych. Wczesnobarokowy wystrój wnętrza zdobiony licznymi rzeźbami i malowidłami z okresu budowy. Najstarsza jest jedynie renesansowa chrzcielnica, której kamienna część pochodzi z 1690.